# Sylvie Becaert
Sylvie Becaert (Lille, 1975. szeptember 6. –) francia sílövő. 1997-ben kezdett el a sílövészettel foglalkozni.
A világkupában 1999-ben indult először. Összetettben a 2002/2003-as sorozatot zárta a legjobb eredménnyel, a harmadik helyen végzett.
Világbajnokságon 2001-ben vett először részt. Két világbajnoki aranyérmet szerzett: 2003-ban sprintben és 2009-ben a vegyes váltóval. Továbbá egyszer lett második, kétszer harmadik és négyszer ötödik.
Olimpián 2002-ben Salt Lake City-ben a tizenhatodik helyet érte el egyéniben. 2006-ban, Olaszországban a francia váltóval a harmadik helyen zárt.

## Eredményei

### Olimpia
| Év   | Világbajnokság | Versenyszám  | Versenyszám   | Versenyszám         | Versenyszám         | Versenyszám | Versenyszám |
| Év   | Világbajnokság | Egyéni 15 km | Sprint 7,5 km | Üldözőverseny 10 km | Tömegrajtos 12,5 km | Váltó 6 km  |             |
| ---- | -------------- | ------------ | ------------- | ------------------- | ------------------- | ----------- | ----------- |
| 2002 | Salt Lake City | 16           | ----          | ----                | ----                | ----        |             |
| 2006 | Torino         | 24           | 30            | 34                  | 26                  | 3           |             |
| 2010 | Vancouver      | 30           | 29            | 29                  | ----                | 2           |             |

### Világbajnokság
| Év   | Világbajnokság     | Versenyszám  | Versenyszám   | Versenyszám         | Versenyszám         | Versenyszám | Versenyszám         |
| Év   | Világbajnokság     | Egyéni 15 km | Sprint 7,5 km | Üldözőverseny 10 km | Tömegrajtos 12,5 km | Váltó 6 km  | Vegyes váltó 7,5 km |
| ---- | ------------------ | ------------ | ------------- | ------------------- | ------------------- | ----------- | ------------------- |
| 2001 | Pokljuka           | ----         | 62            | ----                | ----                | ----        | ----                |
| 2002 | Oslo Holmenkollen  | ----         | ----          | ----                | 9                   | ----        | ----                |
| 2003 | Hanti-Manszijszk   | 26           | 1             | 5                   | 8                   | 5           | ----                |
| 2004 | Oberhof            | 5            | 18            | 14                  | 8                   | 5           | ----                |
| 2006 | Pokljuka           | ----         | ----          | ----                | ----                | ----        | 11                  |
| 2007 | Antholz-Anterselva | 49           | 26            | 31                  | ----                | 2           | ----                |
| 2008 | Östersund          | 48           | 50            | Nem állt rajthoz    | ----                | 3           | ----                |
| 2009 | Phjongcshang       | 22           | 48            | 37                  | ----                | 3           | 1                   |

### Világkupa
| Összesített eredmény | Összesített eredmény | Összesített eredmény | Összesített eredmény | Összesített eredmény | Összesített eredmény | Összesített eredmény | Összesített eredmény | Összesített eredmény | Összesített eredmény | Összesített eredmény |
| Idény                | 2000/01              | 2000/01              | 2001/02              | 2002/03              | 2003/04              | 2005/06              | 2006/07              | 2007/08              | 2008/09              | 2009/10              |
| -------------------- | -------------------- | -------------------- | -------------------- | -------------------- | -------------------- | -------------------- | -------------------- | -------------------- | -------------------- | -------------------- |
| Helyezés             | 66                   | 37                   | 30                   | 3                    | 31                   | 29                   | 29                   | 23                   | 26                   | 25                   |

| 1999/00    | | | Oberhof Váltó                                                                                           |
| 2000/01    | | Pokljuka/Antholz-Anterselva Váltó                                                                      | |
| 2001/02    | Antholz-Anterselva Váltó                                                                              | | Lahti Váltó                                                                                             |
| 2002/03    | Hanti-Manszijszk Sprint (VB)                                                                          | Antholz-Anterselva Tömegrajtos Oberhof Sprint Ruhpolding Vegyes váltó Ötersund Sprint                  | Oberhof Váltó Oberhof Tömegrajtos Oslo-Holmenkollen Váltó                                               |
| 2003/04    | | | |
| 2004/05    | | | |
| 2005/06    | Oberhof Váltó                                                                                         | | Torino Váltó (O)                                                                                        |
| 2006/07    | Hochfilzen/Breznóbánya Váltó Oberhof Váltó                                                            | Antholz-Anterselva Váltó (VB)                                                                          | Ruhpolding Váltó                                                                                        |
| 2007/08    | | Oberhof Váltó                                                                                          | Pokljuka Váltó Ötersund Váltó (VB)                                                                      |
| 2008/09    | Phjongcshang Vegyes váltó (VB)                                                                        | Hochfilzen Váltó Hochfilzen Váltó                                                                      | Oberhof Váltó Phjongcshang Váltó (VB) Trondheim Sprint                                                  |
| 2009/10    | | Hochfilzen Váltó Vancouver Váltó (O)                                                                   | Ötersund Váltó Oberhof Váltó                                                                            |
| Összesítés | Egyéni: 0 Sprint: 1 Üldözőverseny: 0 Tömegrajtos: 0 Váltó: 4 Vegyes váltó: 1 ------------ Összesen: 6 | Egyéni: 0 Sprint: 2 Üldözőverseny: 0 Tömegrajtos: 1 Váltó: 7 Vegyes váltó: 1 ------------ Összesen: 11 | Egyéni: 0 Sprint: 1 Üldözőverseny: 0 Tömegrajtos: 1 Váltó: 12 Vegyes váltó: 0 ------------ Összesen: 14 |

- O - Olimpia és egyben világkupa forduló is.
- VB - Világbajnokság és egyben világkupa forduló is.